# Liste der Wappen im Landkreis Kelheim
Die Liste der Wappen im Landkreis Kelheim zeigt die Wappen der Gemeinden im bayerischen Landkreis Kelheim.

## Landkreis Kelheim

Landkreis Kelheim Unter Schildhaupt mit den bayerischen Rauten gespalten; vorne geteilt von Silber und Blau mit drei, zwei zu eins gestellten, heraldischen Rosen in verwechselten Farben; hinten schräg geteilt von Silber und Schwarz.
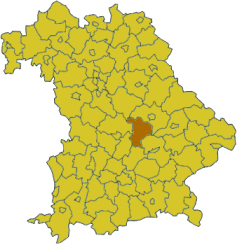
Lage des Landkreises Kelheim in Bayern
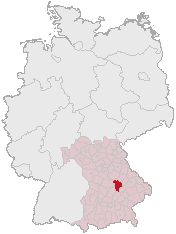
Lage des Landkreises Kelheim in Deutschland
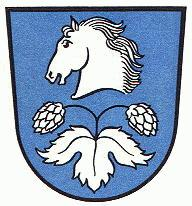
Landkreis Mainburg (–1972) In Blau über einem silbernen Hopfenblatt mit zwei Hopfenblüten ein silberner Pferdekopf.
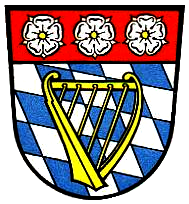
Landkreis Riedenburg (–1972) Unter rotem Schildhaupt, darin nebeneinander drei silberne heraldische Rosen mit goldenem Butzen, die mit einer goldenen Harfe belegten bayerischen Rauten.

## Wappen der Städte, Märkte und Gemeinden

Stadt Abensberg Gespalten; vorne die bayerischen Rauten, hinten schräg geteilt von Silber und Schwarz; im Ganzen belegt mit zwei schräg gekreuzten silbernen Schwertern mit goldenen Griffen.
Gemeinde Aiglsbach In Silber zwei rote Hirschstangen, dazwischen eine grüne Hopfendolde.
Gemeinde Attenhofen In Rot schräg gekreuzt ein silberner Bischofsstab und ein gestürztes silbernes Flammenschwert, bewinkelt oben von einer goldenen Hopfendolde, rechts von einer silbernen Sichel, links von einem silbernen romanischen Weihekreuz.
Markt Bad Abbach Geteilt; oben die bayerischen Rauten, unten in Gold drei, zwei zu eins gestellte rote heraldische Rosen mit goldenen Butzen.
Gemeinde Biburg In Rot die zweitürmige silberne Ortskirche mit blauen Dächern; darüber schwebend ein von Silber und Blau geteilter Schild, darin drei zwei zu eins gestellte heraldische Rosen mit goldenen Butzen in verwechselten Farben.[2]
Gemeinde Elsendorf Gespalten; vorne wiederum gespalten von Silber und Rot mit zwei senkrechten Rauten in verwechselten Farben; hinten geteilt, oben geteilt von Schwarz und Gold mit einem schwebenden Andreaskreuz in verwechselten Farben, unten in Schwarz ein wachsender Feuer speiender, schwarzgefleckter goldener Tiger.
Markt Essing In Silber auf grünem Dreiberg stehend ein rot bewehrter blauer Reiher mit einem blauen Fisch im Schnabel.
Gemeinde Hausen Gespalten; vorne in Silber über einer senkrechten, wachsenden blauen Lanze ein sechsstrahliger roter Stern, hinten in Rot ein gesenktes goldenes Andreaskreuz, aus dessen Kreuzung eine silberne Tanne wächst.
Gemeinde Herrngiersdorf In Blau auf silbernem Wellenschildfuß schwimmend ein silberner Schwan, darüber ein silberner Zickzackbalken.
Gemeinde Ihrlerstein In Blau eine goldene Tanne; über deren Stamm schräg gekreuzt ein silbernes Rodungsbeil und ein silberner Marmorhammer; in den beiden Oberecken und unten je ein fünfstrahliger silberner Stern.
Stadt Kelheim In Rot über blauen und silbernen Wellen eine silberne Burg mit offenem Tor und zwei spitzbedachten Zinnentürmen; zwischen ihnen schwebend ein gelehntes Schildchen mit den bayerischen Rauten.[3]
Gemeinde Kirchdorf Gespalten von Gold und Blau; vorne ein schwarzgekrönter schwarzer Löwe, hinten ein schräglinkes silbernes Schwert, oben beseitet von einer silbernen heraldischen Rose mit goldenem Butzen und goldenen Kelchblättern.
Markt Langquaid In Gold das Brustbild eines blau gekleideten, bärtigen Heiligen mit schwarzem Hut; auf dessen Krempe und auf dem Mantel je zwei silberne Pilgermuscheln.
Stadt Mainburg In Rot auf grünem Dreiberg eine grüne Birke, um deren Stamm ein goldener Zaun.
Stadt Neustadt a.d.Donau In Schwarz zwei runde silberne Zinnentürme, dazwischen schwebend ein Schildchen mit den bayerischen Rauten.
Markt Painten Geteilt; oben in Gold nebeneinander drei grüne Laubbäume, unten sieben schräge silberne und blaue Rauten.
Stadt Riedenburg In Gold ein roter Schräglinksbalken, belegt mit drei silbernen heraldischen Rosen mit goldenen Butzen.
Markt Rohr i.NB Gespalten von Gold und Silber; vorne ein halber roter Adler am Spalt, hinten auf grünem Zweiberg zwei grüne Rohrhalme mit schwarzem Kolben.
Gemeinde Saal a.d.Donau In Blau ein gesenkter silberner Drillingsschrägbalken, im linken Obereck ein goldenes Posthorn mit goldener Verschnürung.
Markt Siegenburg In Blau auf grünem Boden eine silberne Burg; beiderseits des quadratischen Torturms mit breitem rotem Dach je zwei mit ihm durch rot gedeckte silberne Mauern verbundene silberne Rundtürme mit roten Spitzdächern.
Gemeinde Teugn In Silber ein roter Adler mit quer über die Brust gelegten goldenen Bischofsstab, darunter schwebend ein rotes Tatzenkreuz.
Gemeinde Train Durch einen silbernen Sparren geteilt von Rot und Schwarz; in den Oberecken und unten je eine stehende silberne Raute.
Gemeinde Volkenschwand Über durch eine Zickzackstufe von Silber und Rot gespaltenem Schildfuß, gespalten; vorne in Rot ein silberner Schrägbalken, der mit einem rot brennenden schwarzen Ast belegt ist, hinten in Silber ein schwebendes blaues Kleeblattkreuz.
Gemeinde Wildenberg Im Zinnenschnitt schräg geteilt von Silber und Blau; unten ein silbernes Schildchen mit einem durchgehenden blauen Andreaskreuz.

## Ehemalige Gemeinden mit eigenem Wappen

Gemeinde Bad Gögging
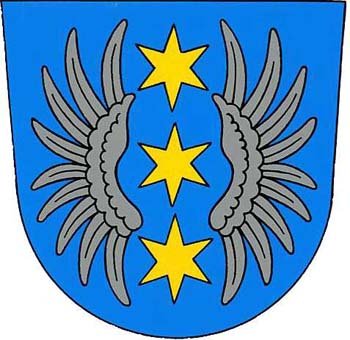
Gemeinde Irnsing In Blau zwei zugewendete silberne Flügel, dazwischen übereinander drei sechsstrahlige goldene Sterne.
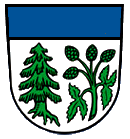
Gemeinde Mühlhausen
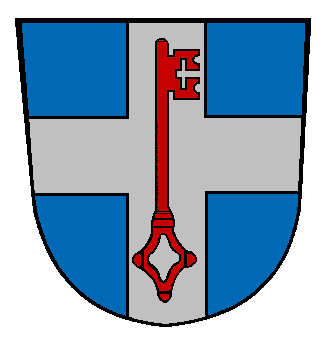
Gemeinde Oberndorf
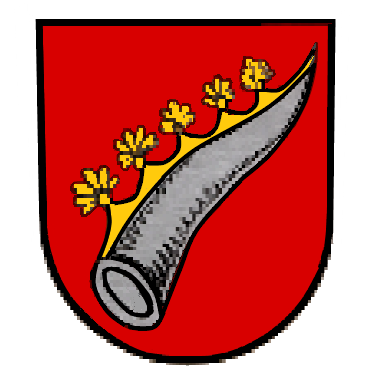
Gemeinde Offenstetten
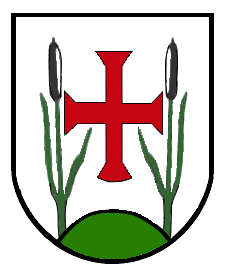
Gemeinde Sallingberg
Gemeinde Weltenburg